# Žiar (Žilina)
Žiar (in ungherese Zsár) è un comune della Slovacchia facente parte del distretto di Liptovský Mikuláš, nella regione di Žilina.